# نحل نجار
نحل النجار أو نحل الخشب (الاسم العلمي Xylocopa) (بالانجليزية Carpenter bee)، جنس حشرات من فصيلة النحليات وفُصيلة (أسرة) نحليات الخشب. يضم نحو 500 نوع ضمن 31 جُنَيْس. يستمد أُسمه من سلوك تعشيشه، فجميع الأنواع تقريبًا تقوم بحفر أعشاشها على المواد النباتية مثل الخشب الميت والخيزران. باستثناء أنواع subxus Proxylocopa. التي تبني أعشاشها في التربة.

## معرض صور

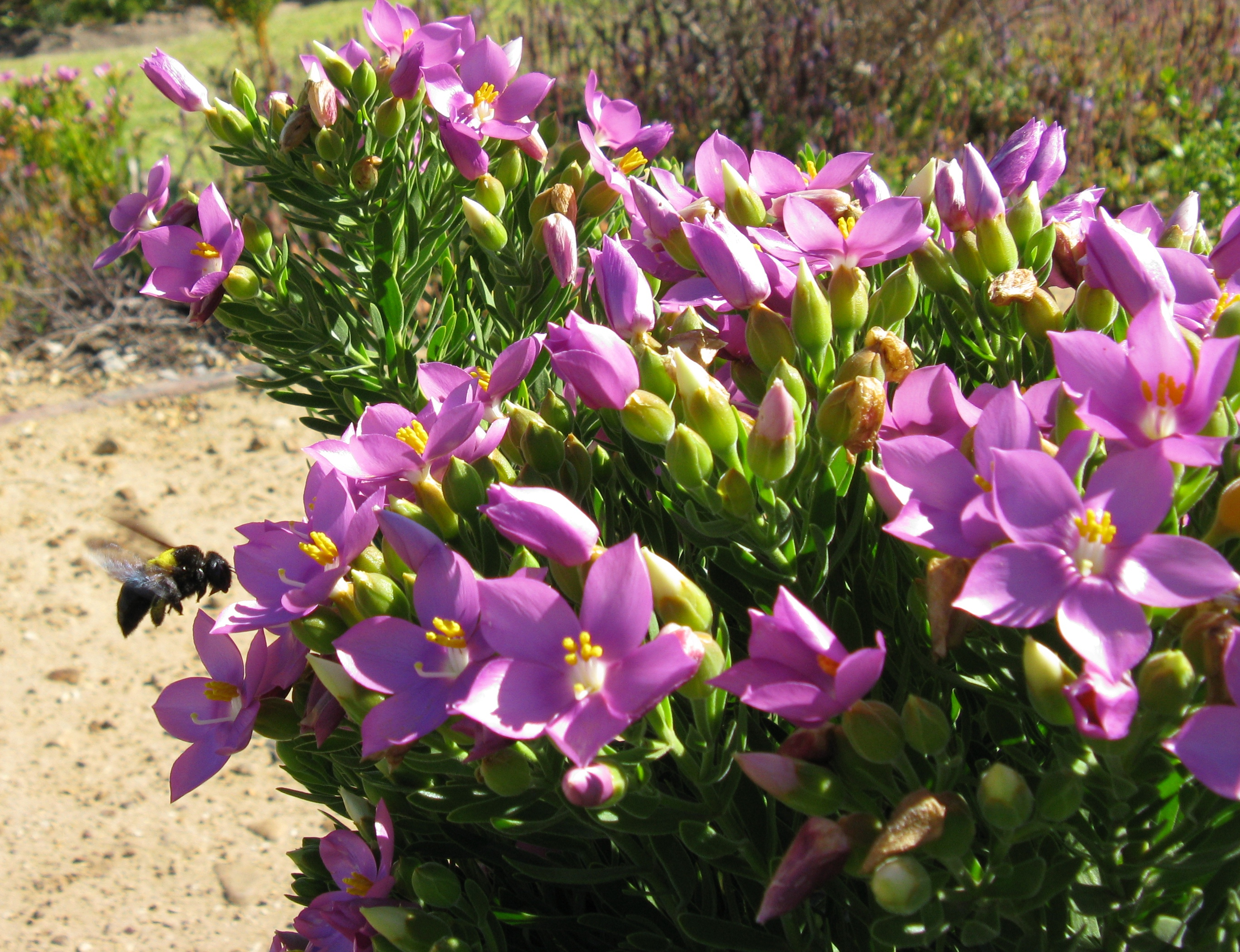
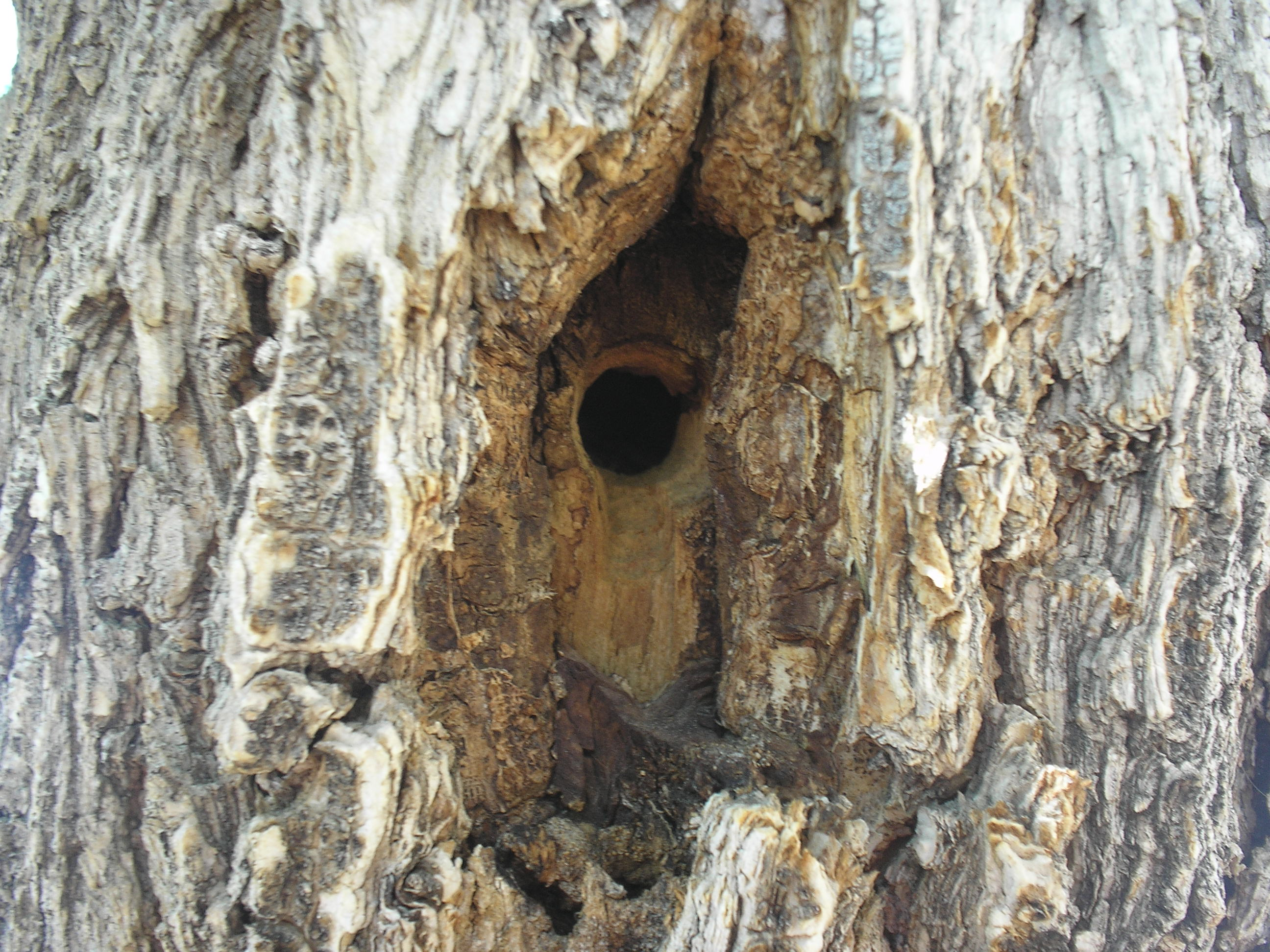
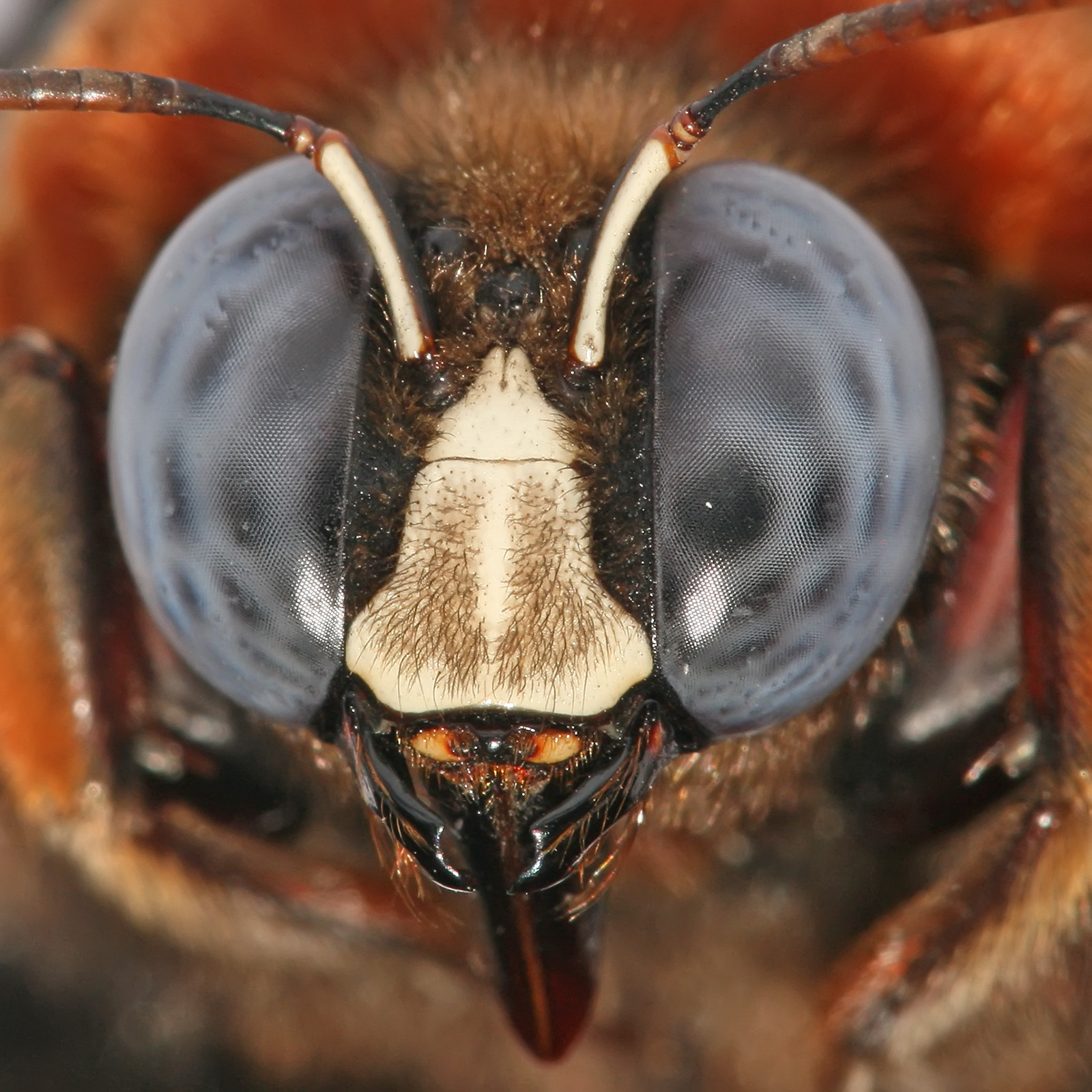